# Ghost Lake (Bow River)
Der Ghost Lake ist ein Stausee am Bow River in der kanadischen Provinz Alberta. 

## Lage
Der Ghost Lake wird vom Ghost Dam aufgestaut. Dieser wurde 1929 fertiggestellt und befindet sich in den östlichen Vorbergen der Kanadischen Rocky Mountains 16 km westlich von Cochrane unterhalb der Einmündung des von Norden kommenden Ghost River. Der Bow River wird auf einer Länge von 12 km, der Ghost River auf einer Länge von 2,5 km aufgestaut. Am Nordufer befindet sich die Sommerhaussiedlung Ghost Lake. Entlang dem Nordufer verläuft der Alberta Highway 1A. Am Nordufer des Sees an der Einmündung des Ghost River befindet sich ein einfacher Zelt- und Rastplatz, der von der Ghost Reservoir Provincial Recreational Area betrieben wird.

## Stausee
Der Stausee dient hauptsächlich der Gewinnung von elektrischer Energie. Das angeschlossene Kraftwerk liefert speziell während der Spitzenlast Strom. Dadurch kommt es zu größeren Wasserspiegelschwankungen. Die maximale Wasserfläche beträgt 11,6 km². Der Wasserspiegel liegt bei Normalstau bei etwa 1191 m. Der Speicherraum umfasst 70 Millionen m³.

## Kraftwerk
Das Wasserkraftwerk wird von TransAlta betrieben. Es hat eine installierte Leistung von 51 MW sowie eine durchschnittliche Jahresenergieproduktion von 173 GWh.